# Travelers Rest (South Carolina)
Travelers Rest ist eine  Stadt im US-Bundesstaat South Carolina. Das U.S. Census Bureau hat bei der Volkszählung 2020 eine Einwohnerzahl von 7788 ermittelt.
Der Ort ist Teil der Greenville-Spartanburg-Anderson Combined Statistical Area. Die als Upstate bekannte Region befindet sich im Nordwesten South Carolinas und besteht aus 9 Countys mit insgesamt ca. 1,5 Millionen Einwohnern. Der Name spielt an auf die gegenüber dem übrigen Bundesstaat erhöhte Lage der Region an den Ausläufern der Appalachen.
Travelers Rest ist die nördlichste Stadt im Greenville County und liegt 16 km nördlich von Greenville und etwa 32 km südlich der Grenze zu North Carolina.
Östlich der Stadt liegt der Paris Mountain State Park.

## Geschichte
Im Jahr 1794 bewilligte die Generalversammlung von South Carolina 2000 Dollar für den Bau einer Wagenstraße von Greenville nach Norden in die Blue Ridge Mountains, durch Asheville in North Carolina, bis in den Osten von Tennessee. Diese Straße war nach ihrer Fertigstellung Mitte der 1850er Jahre stark befahren. Für diejenigen, die von der Küste über Greenville nach Norden in die Berge fuhren, war Travelers Rest der erste gut ausgestattete Halt, um sich auf den mehrere hundert Meter hohen Anstieg vorzubereiten. Travelers Rest wurde zuletzt 1959 als Stadt gegründet. Während des 19. und frühen 20. Jahrhunderts war der größte Teil des Gebiets als Bates Township bekannt.

### Eingemeindungen
Die Furman University, eine private Kunsthochschule, wurde im April 2013 in die Stadtgrenzen von Travelers Rest eingegliedert und liegt im südlichen Stadtgebiet.

## Wirtschaft und Infrastruktur

### Verkehr
Die U.S. Highway 276 verbindet das Stadtzentrum von Greenville mit der Stadt und wird zur Hauptstraße von Travelers Rest, bevor sie nach Nordwesten am Caesars Head State Park vorbeiführt und nach Brevard in North Carolina führt. Die U.S. Highway 25 führt von West Greenville in die Stadt und biegt dann nach Norden in die Blue Ridge Mountains ab, wo sie eine Verbindung zum 87 km entfernten Asheville herstellt.

### Bildung
Im Stadtgebiet befinden sich folgende Bildungseinrichtungen:
- Furman University
- Travelers Rest High School
- Öffentliche Bibliothek Travelers Rest, eine Zweigstelle des Greenville County Library[3]